# إدي برافو
إدي برافو (بالإنجليزية: Eddie Bravo)‏ هو كاتب أمريكي، ولد في 15 مايو 1970 في سانتا آنا في الولايات المتحدة.